# Tetel
Tetel is een bestuurslaag in het regentschap Purbalingga van de provincie Midden-Java, Indonesië. Tetel telt 2297 inwoners (volkstelling 2010).